# Akademia Policyjna 2: Pierwsze zadanie
Akademia policyjna II: Pierwsze zadanie (ang. Police Academy 2: Their First Assignment) – film produkcji amerykańskiej z 1985 roku. Komedia w reżyserii Jerry'ego Parisona.

## Obsada
- Steve Guttenberg 	: Carey Mahoney
- Bubba Smith 	: Moses Hightower
- David Graf 	: Tackleberry
- Michael Winslow 	: Larvell Jones
- Bruce Mahler 	: Doug Fackler
- Marion Ramsey 	: Laverne Hooks
- Colleen Camp 	: Kirkland
- Howard Hesseman 	: Pete Lassard
- Art Metrano 	: porucznik Mauser
- George Gaynes 	: Komendant Lassard
- Bob Goldthwait 	: Zed
- Jason Hervey 	: Smarkacz
- George R. Robertson: Szef Hurst
- Church Ortiz 	: Flaco
- Sandy Ward 	: Sistrunk

## Opis fabuły
Świeżo upieczeni absolwenci Akademii policyjnej Lassarda – Carey Mahoney, Moses Hightower, Eugene Tackleberry i Larvell Jones – zostają oddelegowani na posterunek w XVI dzielnicy Los Angeles, gdzie władzę sprawuje zuchwały gang Zeda. Komisariat prowadzi kapitan Pete Lassard, brat komendanta akademii, który musi udowodnić swoje umiejętności w zdemotywowanym i chaotycznym zespole policjantów, by zachować stanowisko, na które przejęcie liczy porucznik Mauser.